# تایلر وایلز
تایلر وایلز (انگلیسی: Tayler Wiles؛ زادهٔ ۲۰ ژوئیهٔ ۱۹۸۹) دوچرخه‌سوار اهل ایالات متحده آمریکا است.